# إدارة التجارة الدولية (الولايات المتحدة)
إدارة التجارة الدولية ( ITA ) هي وكالة في وزارة التجارة بالولايات المتحدة تعمل على تعزيز صادرات الولايات المتحدة من الخدمات والسلع الأمريكية غير الزراعية.

## الواجبات
أهداف الإدارة المعلنة هي:
1. توفير معلومات عملية لمساعدة الأميركيين في اختيار الأسواق والمنتجات.
2. ضمان وصول الأميركيين إلى الأسواق الدولية وفقًا لما تقتضيه اتفاقيات التجارة الأمريكية.
3. حماية الأمريكيين من المنافسة غير العادلة من الواردات المغرقة والمدعومة .

## روابط خارجية
- موقع إدارة التجارة الدولية
- إدارة التجارة الدولية في السجل الفيدرالي
- سجلات مكتب توريد الصادرات 1949-1959
- سجلات موظفي تحقيقات مراقبة الصادرات 1948-1962